# Kasachensteppe

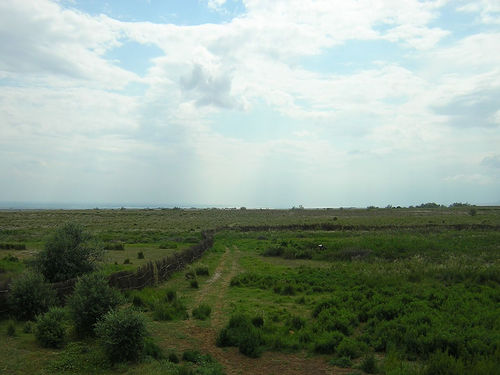
Steppe in Ost-Kasachstan

Die Kasachensteppe (auch: Kasachische Steppe, früher: Kirgisensteppe, kasachisch Қазақ даласы Qasaq dalasy oder Ұлы дала Uly dala) ist eine im westlichen Teil Zentralasiens gelegene Großlandschaft (zwischen Wolgograd im Westen, Qaraghandy im Osten, Ural im Norden sowie Kaspischem Meer und Aralsee im Süden). Sie erstreckt sich über eine Fläche von etwa 1.750.000 km2 und ist durch ein trockenes und stark kontinentales Klima geprägt. Im Norden wird die Kasachensteppe durch die Kasachische Schwelle begrenzt, im Westen reicht sie bis an die Grenze Europas und geht dort in die Kaspische Senke über. Im Südosten wird die überwiegend ebene Steppe durch die Hochgebirge Zentralasiens begrenzt. Die Kasachensteppe gilt als größte Trockensteppe der Welt. Allerdings ist die Großlandschaft Kasachensteppe nicht überall Steppe im eigentlichen Sinn, sondern besteht zum Teil auch aus Wüste beziehungsweise Halbwüste.